# السياسة في أذربيجان

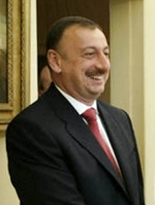

تجري السياسة في أذربيجان ضمن إطار جمهورية شبه رئاسية يتولى فيها رئيس أذربيجان رئاسة الدولة، ويترأس رئيس وزراء أذربيجان الحكومة. يمارس الرئيس والحكومة السلطة التنفيذية. تُناط السلطة التشريعية بالحكومة والبرلمان. السلطة القضائية مستقلة اسميًا عن السلطة التنفيذية والسلطة التشريعية. يحدد نظام الدولة في أذربيجان دستور جمهورية أذربيجان. ووفقًا للدستور تُعتبر أذربيجان جمهورية ديمقراطية علمانية وحدوية.

## التاريخ السياسي
أعلنت أذربيجان استقلالها عن الاتحاد السوفييتي السابق في 30 أغسطس 1991، مع اعتلاء الأمين الأول السابق للحزب الشيوعي الأذربيجاني، أياز مطلبوف، سدّة الرئاسة. وفي أعقاب إحدى المذابح الأذربيجانية المرتكبة في خوجالي في ناغورنو-قاراباغ في مارس 1992، استقال مطلبوف وشهدت البلاد فترة من الهشاشة السياسية. أعاد الحرس القديم مطلبوف إلى السلطة في مايو 1992، ولكن بعد أقل من أسبوع، دفعت جهوده الرامية لتعليق الانتخابات الرئاسية المقررة وحظر كل الأنشطة السياسية حزبَ الجبهة الشعبية الأذربيجانية المعارض (بّي إف بّي) إلى تنظيم حركة مقاومة والاستيلاء على السلطة. جاء ضمن الإصلاحات التي طبقها حزب (بّي إف بّي) حلّ مجلس السوفييت الأعلى ذي الأغلبية الشيوعية ونقل مهامه إلى المجلس الأعلى للهيئة التشريعية المؤلف من خمسين عضوًا وهو المجلس الوطني الأذربيجاني.
أسفرت الانتخابات التي أجريت في يونيو 1992 عن اختيار زعيم حزب (بّي إف بّي) أبو الفاز الشيبي رئيسًا ثانيًا للبلاد. أُجريت الانتخابات الرئاسية الوطنية التي ضمّت 7 مرشحين في 7 يونيو 1992 حيث انتُخب الشيبي رئيسًا لأذربيجان، وحصل على 54% من مجموع الأصوات وأصبح أول رئيس غير شيوعي لأذربيجان منتخب ديمقراطيًا. خلال صيف عام 1992، أمّن الشيبى انسحاب كامل للجيش السوفييتي من أذربيجان لتصبح الجمهورية السوفييتية السابقة الأولى والوحيدة (بعد دول البلطيق) لتخلو من الوجود العسكري السوفييتي. وفي الوقت عينه، أنشأت حكومة الشيبي سلاح البحرية الوطنية لبحر قزوين وتمكنت من التوصل إلى اتفاق مع روسيا بشأن استقبال ربع القوات البحرية السوفييتية لبحر قزوين الموجودة في باكو.
منح المجلس الوطني صلاحيات رئاسية للمتحدث الرسمي الجديد حيدر علييف، الأمين الأول السابق للحزب الشيوعي الأذربيجاني (1969-1981) وعضو المكتب السياسي للاتحاد السوفييتي ولجنة أمن الدولة (كي جي بي) لاحقًا ونائب رئيس وزراء الاتحاد السوفيتي (حتى عام 1987). أُقيل الشيبي رسميًا من منصبه عبر استفتاء عام وطني في أغسطس 1993 وانتُخب علييف لولاية رئاسية مدتها خمس سنوات في أكتوبر مع معارضة رمزية فقط. فاز علييف في الانتخابات الرئاسية التي جرت في العام 1998. ووفقًا للنتائج التي خلص إليها تقرير المراقبة الانتخابية لمكتب المؤسسات الديمقراطية وحقوق الإنسان التابع لمنظمة الأمن والتعاون في أوروبا (OSCE ODIHR) «أظهرت سلطات جمهورية أذربيجان إرادة سياسية واضحة لتحسين الممارسة الانتخابية في البلد تحسنًا كبيرًا. وقد بدأت الجهود المبذولة في هذا الاتجاه في أواخر ربيع عام 1998 باستعراض التشريع الانتخابي لوضعه على نحو يتماشى مع التزامات منظمة الأمن والتعاون في أوروبا، وبإلغاء الرقابة رسميًا في أغسطس 1998 وبالموافقة النهائية على قانون الجنسية الجديد في أواخر سبتمبر 1998. وبهذه الطريقة استجابت السلطات بشكل إيجابي لدواعي القلق التي أثارها المجتمع الدولي، وأعربت عن استعدادها للوفاء بالمعايير الدولية في إدارة العملية الانتخابية».
يُعتبر رئيس البرلمان هو التالي في الترتيب بعد منصب الرئيس. لكن الدستور تغير في نهاية عام 2002: ليصبح حاليًا رئيس الوزراء هو المنصب التالي للرئاسة. في أغسطس 2003، عُيِّن إلهام علييف رئيسًا للوزراء. وفي الانتخابات الرئاسية التي جرت في أكتوبر 2003، فاز إلهام علييف بمنصب رئيس الجمهورية في نهاية الشهر نفسه، وعُيِّن أرتور راسيزاده رئيسًا للوزراء من جديد.

## السلطة التنفيذية
| المنصب       | الاسم          | الحزب                | فترة الحكم         |
| الرئيس       | إلهام علييف    | حزب أذربيجان الجديدة | منذ 15 أكتوبر 2003 |
| نائب الرئيس  | مهريبان علييفا | حزب أذربيجان الجديدة | منذ 21 فبراير 2017 |
| رئيس الوزراء | علي أسادوف     | مستقل                | منذ 8 أكتوبر 2019  |

رأس الدولة ورئيس الحكومة منفصلان عن هيئة سن القوانين في البلاد. الرئيس هو رأس الدولة ورئيس السلطة التنفيذية. ينتخب الشعب الرئيس ويعين الرئيس نائبًا له، ويُعيَّن رئيس الوزراء من قبل الرئيس وتصدق عليه الجمعية الوطنية لأذربيجان. تدوم الولاية الرئاسية 7 سنوات. ويعين الرئيس جميع المدراء الحكوميين على مستوى مجلس الوزراء (الوزراء ورؤساء الهيئات التنفيذية المركزية الأخرى) ورؤساء الهيئات التنفيذية المحلية.
عُدِّل دستور أذربيجان في عام 2008 ملغيًا أي سقف لفترة حكم منصب الرئيس. آخر إصلاح دستوري تم في سبتمبر 2016 وأُدخل بموجبه منصب نائب الرئيس.

## الرئيس
وفقًا لدستور جمهورية أذربيجان، يُعتبر رئيس جمهورية أذربيجان رأسًا للدولة وبيده السلطة التنفيذية. يمثل رئيس جمهورية أذربيجان البلد في الشؤون الداخلية والخارجية. يضمن رئيس جمهورية أذربيجان استقلال أذربيجان وسلامتها الإقليمية والامتثال للمعاهدات الدولية.
يُنتخب الرئيس في أذربيجان لمدة سبع سنوات على أساس الاقتراع العام. ويحق لأي مواطن من مواطني جمهورية أذربيجان أن يدلي بصوته ويمكن لأي مواطن مقيم في إقليم أذربيجان منذ أكثر من 10 سنوات وحاصل على درجة تعليم عالٍ ولا يحمل جنسية مزدوجة ولا التزامات تجاه الدول الأخرى وأيضًا ألا يكون قد أُدين بجريمة خطيرة أن يترشح للرئاسة.
يُطرح قرار إقالة رئيس جمهورية أذربيجان على الجمعية الوطنية بناءً على مبادرة من المحكمة الدستورية بالاستناد إلى قرار المحكمة العليا. يتم تبني القرار الخاص بإقالة الرئيس بنسبة أغلبية (95/125) من أصوات نواب الجمعية الوطنية ويوقع رئيس المحكمة الدستورية عليه خلال 7 أيام.
يمتلك الرئيس الحق في الحصانة. يُفوض الرئيس بما يلي:
- تعيين نواب الرئيس وعزلهم
- انتخاب الجمعية الوطنية لجمهورية أذربيجان
- إحالة ميزانية الدولة والمذهب العسكري إلى الجمعية الوطنية للموافقة عليها
- الموافقة على البرامج الاقتصادية والاجتماعية
- تعيين رئيس وزراء جمهورية أذربيجان وعزله (بموافقة مجلس المِلّي)
- تقديم مقترحات إلى الجمعية الوطنية بشأن تعيين قضاة المحكمة الدستورية العليا  ومحكمة الاستئناف والمحاكم الأخرى في جمهورية أذربيجان
- تعيين المدعي العام لجمهورية أذربيجان وعزله (بموافقة مجلس المِلّي)
- إنشاء هيئات تنفيذية محلية ومركزية
- تشكيل أو حل مجلس وزراء جمهورية أذربيجان
- تعيين أعضاء مجلس وزراء جمهورية أذربيجان وعزلهم
- إلغاء قرار مجلس الوزراء
- تعيين وعزل هيئة قيادة القوات المسلحة لجمهورية أذربيجان
- تشكيل إدارة رئيس جمهورية أذربيجان
- تعيين رئيس إدارة رئيس جمهورية أذربيجان
- تشكيل مجلس الأمن في جمهورية أذربيجان
- مهمة الاستفتاء
- تعيين انتخابات مبكرة
- العفو عن السجناء
- مكافأة بالجوائز والمناصب
- التوقيع على القوانين ونشرها
- إعلان حالة الطوارئ والأحكام العرفية
- إعلان الحرب وإبرام السلام (بموافقة المجلس المِلّي) [5]

## نائب الرئيس
نائب رئيس جمهورية أذربيجان هو مجموعة من المناصب التي تتلو رئيس جمهورية أذربيجان. يعين الرئيس ويعزل بنفسه النائب الأول والنواب. عند الاستقالة المبكرة للرئيس، فإن صلاحيات الرئيس تُنفذ من قبل النائب الأول لرئيس أذربيجان ما دامت الانتخابات الجديدة ستُنظَّم في غضون 60 يومًا. يتمتع النائب الأول لرئيس أذربيجان بالحصانة؛ ولا يجوز احتجازه أو إدانته إلا في حالات الاعتقال في مسرح الجريمة، ولا يمكن تفتيشه شخصيًا أو التفتيش عنه.
أي مواطن من مواطني جمهورية أذربيجان يتمتع بالتعليم العالي ومؤهل للتصويت وليس له أي التزامات تجاه دول أخرى يمكن أن يصبح نائبًا لرئيس أذربيجان. ولنواب الرئيس الحق في الحصانة.

## السلطة التشريعية
الجمعية الوطنية في أذربيجان (باللغة الأذرية: Milli Məclis أو مجلس المِلّي) هي الجهاز التشريعي للحكومة في أذربيجان. تضم الجمعية الوطنية أحادية المجلس 125 نائبًا: إذ كان يُنتَخب سابقًا 100 عضو لفترة خمس سنوات في دوائر انتخابية ذات مقعد واحد، ويُنتخب 25 عضوًا بالتمثيل النسبي؛ لكن اعتبارًا من الانتخابات الأخيرة، جميع النواب البالغ عددهم 125 نائبًا مثّلوا الدوائر الانتخابية ذات العضو الواحد. التصويت حر وفردي وسري. يمكن لمرشحين ترشيح أنفسهم أو تقدمهم الأحزاب السياسية أو كتلتهم أو مجموعات الناخبين. ويحق لجميع المواطنين الذين تزيد أعمارهم عن 18 سنة التصويت، باستثناء أولئك الذين تعترف المحكمة بعدم أهليتهم للتصويت. يجوز انتخاب كل مواطن لا يقل عمره عن 25 سنة مع بعض الاستثناءات  مثل (الجنسية المزدوجة والالتزامات تجاه دولة أجنبية وشغل منصب في الفروع التنفيذية أو القضائية للسلطة والأنشطة المأجورة مع بعض الاستثناءات وممارسة مهنة دينية وعدم الأهلية الذي تؤكده المحكمة والإدانة بجريمة خطيرة أو قضاء عقوبة). يتم التحقق من نزاهة نتائج الانتخابات فيما يتعلق بكل مرشح من قبل المحكمة الدستورية، ويتم تشكيل المجلس المِلّي بعد إقراره من قِبل 83 نائبًا. يعقد مجلس الملّي في جمهورية أذربيجان دورتين منتظمتين في الربيع والخريف. يقوم رئيس المجلس الملي لجمهورية أذربيجان باستدعاء دورات استثنائية للمجلس الملّي لجمهورية أذربيجان بناء على طلب رئيس جمهورية أذربيجان أو 42 نائبًا من المجلس الملي لجمهورية أذربيجان. يقوم الذين استدعوا هذه الجلسة بإعداد جدول أعمال الدورة الاستثنائية. بعد مناقشة مسائل جدول الأعمال تنتهي الدورة الاستثنائية. يكون اجتماع جلسات المجلس المِلّي لجمهورية أذربيجان متاح أمام الجمهور. ويجوز إغلاق جلسة المجلس المِلّي أمام الجمهور بناء على طلب 83 عضوًا في البرلمان أو بناءً على اقتراح من رئيس جمهورية أذربيجان. يترأس الاجتماع رئيس المجلس المِلّي بمساعدة النائب المتحدث الأول لرئيس المجلس ونائبين للرئيس. أوكتاي آسادوف هو الرئيس الحالي للمجلس، وزييفات آسغاروف هو النائب الأول لرئيس المجلس، وبهر مرادوفا وفالح ألاسغاروف نائبان للرئيس. انتُخِب (للفترة 2015-2010) 21 نائبة و104 نائب في الجمعية الوطنية. تنقسم الجمعية الوطنية إلى 15 لجنة وفقًا للمجالات التي تركز عليها. يشمل هيكلها أيضًا دائرة الحسابات، ولجنة دراسة أسماء المواقع الجغرافية وأصلها واللجنة التأديبية وصحيفة أذربيجان.
يمكن اتخاذ مبادرة تشريعية من جانب عضو في البرلمان ورئيس الجمهورية ومكتب المدعي العام والمجلس الأعلى لجمهورية نخجوان الذاتية ومجموعة مؤلفة من 40 ألف مواطن مؤهلين التصويت. جمهورية نخجوان الذاتية هي جزء من جمهورية أذربيجان تضم برلمانها الخاص المنتخب (المجلس الأعلى) الذي يضم 45 نائبًا. انتخابات المجلس الأعلى تُنظم عبر دستور نخجوان.